# Eduard Philipp
Eduard Philipp, Pseudonym: Eduard Schönhörst (* 19. September 1883 in Schönhorst; † 27. Mai 1952 in Bad Lauterberg), war ein deutscher Lehrer und Autor.

## Leben und Wirken
Nach dem Schulbesuch ging er auf das Lehrerseminar nach Marienberg und war danach ab 1902 an verschiedenen Schulen als Lehrer tätig. Daneben war er ab 1905 auch als Organist tätig. In seiner Freizeit wurde er als Erzähler und Lyriker bekannt.

## Werke (Auswahl)
- Hab' immer das Meer so lieb gehabt. Zwei Strandgeschichten. 1907.
- Neuer Liederhort. Neue weltliche Gesänge für Schule und Haus. 1907.
- (Hrsg.): In des Lebens Maien. 100 der schönsten deutschen Volks- und Wanderlieder für die Jugend. 1924.
- Deutschlands Dichter und Denker über Erziehung. 1930.
- Deutsches Wesen, deutsche Art. Die Ahnen und wir. 1933.
- Gemeinschaftslied und Kirchenmusik. Ruf an die Prediger und Sänger des Wortes. Uhlmann & Sohn, Dresden-A. 1936.